# Myssowka (Kaliningrad)
Myssowka (russisch Мысовка, deutsch Karkeln) ist eine Siedlung im Rajon Slawsk der russischen Oblast Kaliningrad. Sie gehört zur kommunalen Selbstverwaltungseinheit Stadtkreis Slawsk.

## Ortsname
Der Name Karkeln leitet sich von prußisch karklis ab und bedeutet Wasserweide/Weidendickicht.
Der Name Myssowka wurde (offenbar) von russisch mys (мыс) für Landzunge abgeleitet.

## Geographische Lage
Myssowka liegt am Ostufer des Kurischen Haffs im Memeldelta am Flüsschen Schirokaja (deutsch: Karkeln), das hier in die Rohrbucht (russisch: Kamyschewy saliw) mündet. Im Ort endet die von Sowetsk (Tilsit) kommende russische Regionalstraße 27A-034 (ex R513).

## Geschichte

Karkeln am Ostufer des Kurischen Haffs, östlich des Dorfs Ros(s)itten auf der Kurischen Nehrung, auf einer Landkarte eines Teils Ostpreußens von 1881

Karkeln hatte sowohl als Fischerort als auch als regionaler Handelsplatz Bedeutung, was ihm den Status eines Fleckens einbrachte.
1660 verlieh der Große Kurfürst dem Ort die Kruggerechtigkeit. Karkeln war seit dem 16. Jahrhundert Kirchort und bekam 1722 eine stattliche Kirche, die 1898/99 erweitert wurde und einen Turm erhielt. Im Jahr 1785 wurde die Größe des melierten Kirchdorfs Karckel, dessen Kirche eine Filiale von Schakuhnen war, mit 93 Feuerstellen (Haushaltungen) angegeben.
Zu dem Dorf gehörte ein Gut, dessen Besitzer im Jahr 1843 Ferdinand Gallien war.
Im Dezember 1861 standen auf der Gemarkung des Bauerndorfs, die eine Fläche von über 1.496 Morgen umfasste, 173 Gebäude, und der Viehbestand belief sich auf 37 Pferde, 299 Rinder und 80 Schweine. Im Dorf gab es eine Schule und einen Gasthof.
Im Jahre 1874 wurde Karkeln Amtsdorf und namensgebend für einen Amtsbezirk, der bis 1922 zum Kreis Heydekrug, danach bis 1945 zum Kreis Niederung (ab 1939 „Kreis Elchniederung“).
Durch den Bau einer Kleinbahn nach Brittanien (über Kaukehnen) 1902 etablierte sich in der ersten Hälfte des 20. Jahrhunderts ein reger Bädertourismus.
Im Jahr 1945 gehörte Karkeln zum Landkreis Elchniederung im Regierungsbezirk Gumbinnen der Provinz Ostpreußen des Deutschen Reichs.
Infolge des Zweiten Weltkriegs kam Karkeln im Sommer 1945 zusammen mit dem nördlichen Ostpreußen zur Sowjetunion. Der Ort erhielt im Jahr 1947 die russische Ortsbezeichnung „Myssowka“ und wurde gleichzeitig dem Dorfsowjet Jasnowski selski Sowet im Rajon Slawsk zugeordnet. Vermutlich gelangte der Ort 1950 in den Lewobereschnenski selski Sowet und 1965 dann in den Prochladnenski selski Sowet. Von 2008 bis 2015 gehörte Myssowka zur Landgemeinde Jasnowskoje selskoje posselenije und seither zum Stadtkreis Slawsk.

### Einwohnerentwicklung
| Jahr | Einwohner | Anmerkungen |
| ---- | --------- | ----------- |
| 1816 | 709       | [ 8 ]       |
| 1852 | 987       | [ 9 ]       |
| 1861 | 1.019     | im Dezember |
| 1910 | 887       |             |
| 1925 | 944       |             |
| 1933 | 927       |             |
| 1939 | 885       |             |
| 2002 | 367       |             |
| 2010 | 329       |             |

### Amtsbezirk Karkeln (1874 bis 1945)
Der Amtsbezirk Karkeln bestand in den Jahren 1874 bis 1945. Anfangs gehörten ihm zehn Gemeinden an, am Ende waren es noch sieben:
| Name           | Änderungsname 1938 bis 1946 | Russischer Name | Bemerkungen                         |
| -------------- | --------------------------- | --------------- | ----------------------------------- |
| Ackelingken    | Ackeln                      | Rownoje         |                                     |
| Derwehlischken |                             |                 | 1932 nach Kallningken eingegliedert |
| Kallningken    | Herdenau                    | Prochladnoje    |                                     |
| Karkeln        |                             | Myssowka        |                                     |
| Lukischken     | Lucken                      | Krugljanka      | 1936 nach Kallningken eingegliedert |
| Parungaln      |                             |                 | 1931 nach Karkeln eingegliedert     |
| Pustutten      | Antonswiese                 | Beresino        |                                     |
| Tramischen     | Trammen                     | Rasdolnoje      |                                     |
| Wirballen      | Warten                      | Perechwatnoje   |                                     |
| Wittken        |                             | Lipki           |                                     |

Am 1. Januar 1945 bildeten den Amtsbezirk noch die Gemeinden: Ackeln, Antonswiese, Herdenau, Karkeln, Trammen, Warten und Wittken.

## Kirche
Siehe den Hauptartikel → Kirche Karkeln

### Kirchengebäude
Eine erste Kirche wurde in Karkeln 1680 als ein Gebäude aus Holz und Lehm errichtet. Doch diese brannte nieder, und so errichtete man 1722 ein neues Gotteshaus, zunächst ein Feldsteinbau ohne Turm, dann 1898/99 erweitert mit Chor, Sakristei, Emporen und einem Turm im neugotischen Stil.
Im Jahre 1949 brannte der Turm der Kirche, die allerdings nicht ohne Beschädigungen durch den Krieg gekommen war, aus. Als 1959 nach einem Deichbruch das ganze Land überschwemmte, riss man die Kirche nieder und verwendete die Steine zur Auffüllung der Ausspülungen. Auf dem Platz der Kirche steht heute ein Clubhaus.

### Kirchengemeinde
Ursprünglich war die Karkelner Kirche eine Filialkirche der Kirche Ruß (der Ort heißt heute litauisch: Rusnė). Im Jahre 1644 wurde der Ort selbständig mit der Gründung einer eigenen Kirchengemeinde mit vier Kirchspielorten. Zwischen 1711 und 1847 war Karkeln allerdings wieder eine Filialgemeinde, zunächst zur Kirche Schakuhnen (der Ort hieß zwischen 1938 und 1946: Schakendorf, heute russisch: Lewobereschnoje), dann ab 1834 zur Kirche Kallningken (1938 bis 1946: Herdenau, russisch: Prochladnoje). Im Jahre 1919 wurde die zu diesem Zeitpunkt längst wieder eigenständige Pfarrei Karkeln vom Kirchenkreis Heydekrug (heute litauisch: Šilutė) in den Kirchenkreis Niederung (Elchniederung) überstellt. Im Jahre 1925 zählte Karkeln 1.189 Gemeindeglieder.
Heute liegt Myssowka im Einzugsgebiet der in den 1990er Jahren neu entstandenen evangelisch-lutherischen Kirchengemeinde in Slawsk (Heinrichswalde), die zur Propstei Kaliningrad (Königsberg) der Evangelisch-lutherischen Kirche Europäisches Russland gehört.

## Persönlichkeiten

### Söhne und Töchter des Ortes
- Georg Heinrici (* 14. März 1844 in Karkeln), deutscher evangelischer Theologe († 1915)

### Mit dem Ort verbunden
- August Heinrici (1812–1881), späterer Superintendent von Gumbinnen, war von 1843 bis 1845 Hilfsprediger an der Karkelner Kirche
- Johann Luther (1861–1932), deutschbaltischer lutherischer Theologe, war von 1918 bis 1926 Pfarrer an der Kirche Karkeln

## Trivia
Karkeln war im Frühjahr 1939 u. a. Kulisse für den Spielfilm Die Reise nach Tilsit. Zahlreiche Außendrehs wurden hier absolviert, wodurch dem früheren ostpreußischen Ort ein kleines filmisches Denkmal gesetzt wurde.